# Чёрный древесный варан
Чёрный древесный варан (лат. Varanus beccarii) — вид ящериц из семейства варанов. Латинское название вида дано в честь итальянского первооткрывателя вида Одоардо Беккари (1843—1920).
Эндемик островов Ару у берегов Новой Гвинеи (Индонезия). Живёт в тропических и мангровых лесах вдоль берегов острова. Питается улитками, кузнечиками, жуками, скорпионами, яйцами птиц, рыбой, другими ящерицами, змеями, птицами и землеройками. Большая часть пищи животных, которые живут среди мангровых деревьев, состоит из крабов. Естественные враги: змеи, лисы, люди. Приспособлен к жизни на деревьях: имеет длинные, изогнутые когти, обтекаемое тело и длинный цепкий хвост. Чёрная окраска тела позволяет ему быстро нагреваться. V. beccarii имеет отличное зрение и чуткое обоняние.
Вид быстро исчезает в дикой природе, его численность не может быть высокой, поскольку этот варан живёт имеет очень ограниченный ареал. Численность сокращается из-за охоты ради кожи и потери среды обитания. Варанов также продают как домашних животных.
Взрослые особи, длина которых 90-120 см, полностью чёрного цвета, в то время как молодые тёмно-серого цвета с правильными рядами жёлто-зелёных точек. Самцы немного крупнее самок. Хвост в 1,7-2,3 раза длиннее остального тела. Имеет длинные острые когти и сильные челюсти. Зубы больше, чем у других видов, что позволяет удерживать добычу, пойманную высоко на деревьях.
При угрозе V. beccarii раздувает шею и шипит на незваного гостя. Он раздувает тело, чтобы казаться больше. В отличие от других варанов, не использует хвост в качестве оружия. Это очень быстрый и ловкий варан, который часто избегает врагов, быстро лазая по деревьям. Может укусить и поцарапать в качестве самозащиты, если побег не увенчался успехом. Этот дневной вид проводит большую часть дня на деревьях в поисках пищи.
Бои самцов являются распространенными в период размножения. Самка откладывает удлиненные кожистые яйца примерно через 30 дней после спаривания. Детёныши вылупляются из яиц примерно через 160-180 дней.